# Sphaerosyllis mussismiliaicola
Sphaerosyllis mussismiliaicola är en ringmaskart som beskrevs av Nogueira, San Martin och Ayrton Amaral 200. Sphaerosyllis mussismiliaicola ingår i släktet Sphaerosyllis och familjen Syllidae. Inga underarter finns listade i Catalogue of Life.